# دهستان لاهدا
دهستان لاهدا (به لاتین: Laheda Parish) یک دهستان در استونی است که در شهرستان پولوا واقع شده‌است.

## خصوصیات
دهستان لاهدا ۹۱٫۴۷ کیلومترمربع مساحت و ۱٬۳۵۵ نفر جمعیت دارد.